# Гомес, Эдди
Эдгар Гомес (род. 4 октября 1944, Сантурсе) — джазовый контрабасист. Известен по своей работе в составе трио Билла Эванса, как участник группы Steps Ahead и студийный музыкант.

## Краткая биография
Эдгар «Эдди» Гомес родился в Сантурсе, Пуэрто-Рико. Его семья переехала в Нью-Йорк, когда он был ещё ребёнком. Он начал заниматься на контрабасе в средней школе в возрасте одиннадцати лет, а в тринадцать поступил в Нью-Йоркскую школу музыки и искусств. Вскоре начал брать частные уроки у знаменитого педагога Фреда Циммермана. После окончания средней школы продолжает своё обучение в Джульярдской музыкальной школе. К концу третьего года учёбы присоединяется к Гэри МакФарленду, а вскоре и к Квинтету Джерри Маллигана.
Играл с такими музыкантами как Мэриэн МакПартлэнд, Пол Блей, Steps Ahead и Чик Кориа. В общей сложности он провёл одиннадцать лет в составе трио Билла Эванса, с которым выступал в Соединённых Штатах, Европе и Азии, а также сделал десятки записей. Помимо работы в качестве студийного музыканта, он занимается сольным творчеством. Многие из его недавних работ записаны совместно с джазовым пианистом Марком Крамером.
В мае 2013 года Гомес был удостоен звания почётного доктора музыки филиала Berklee College of Music в Валенсии, Испания. Это была первая почётная докторская степень, присвоенная в новом международном кампусе колледжа в Испании.

## Дискография

### Сольные альбомы
- Down Stretch (Trio, 1976)
- Gomez (1984)
- Mezgo (Epic, 1986)
- Power Play (Columbia, 1988)
- Street Smart (Epic/Sony, 1989)
- Next Future (Stretch, 1993)
- Dedication (Evidence, 1998)
- Uptown Music (King(Japan)/Paddle Wheel, 1998)
- Art of The Heart (Art of Life, 2004)
- Jazz Fiddler on the Roof (Twinz, 2005)
- Palermo (Jazz Eyes, 2007)
- Beautiful Love (Isol Discus, 2008)
- Forever (Plus Loin Music, 2010)
- Per Sempre (BFM Jazz, 2012)

### Совместные работы
С Биллом Эвансом
- A Simple Matter of Conviction (Verve, 1966)
- California Here I Come (Verve, 1967)
- Bill Evans at the Montreux Jazz Festival (Verve, 1968)
- What’s New (Verve, 1969)
- Autumn Leaves (Lotus, 1969)
- Jazzhouse (Milestone, 1969)
- You’re Gonna Hear From Me (Milestone, 1969)
- From Left to Right (MGM, 1970)
- Quiet Now (Charly, 1970)
- Montreux II (CTI, 1970)
- Homewood (Red Bird Records, 1970)
- The Bill Evans Album (Columbia, 1971)
- Two Super Bill Evans Trios: Live In Europe! (Unique Jazz, 1972)
- Living Time с оркестром Джорджа Рассела (Columbia, 1972)
- The Tokyo Concert (Fantasy, 1973)
- Eloquence (Fantasy, 1973)
- Half Moon Bay (Milestone, 1973)
- Since We Met (Fantasy, 1974)
- Re: Person I Knew (Fantasy, 1974)
- Symbiosis (MPS, 1974)
- But Beautiful (Stan Getz & Bill Evans) (Milestone, 1974)
- Blue in Green: The Concert in Canada (Milestone, 1974)
- Live In Europe, Vol.1 & Vol.2 (EPM, 1974)
- Intuition (Fantasy, 1974)
- Montreux III (Fantasy, 1975)
- Swedish Concert с Моникой Сеттурлунд (Nova Disc, 1975)
- In His Own Way (Nova Disc, 1975)
- Crosscurrents (Fantasy, 1977)
- I Will Say Goodbye (Fantasy, 1977)
- You Must Believe in Spring (Warner Bros, 1977)
- From The 70’s — Unreleased live recordings from 1973-74 (Fantasy, 1983/Original Jazz Classics, 2002)
- Live In Paris 1972 Vol.1 y 2 (France’s Concert, 1988)
- Live In Paris 1972 Vol.3 (France’s Concert, 1989)
- Switzerland 1975 (Domino, 1990)
- Buenos Aires Concert 1973 (Yellow Note, 1991)
- The Secret Sessions: Recorded at the Village Vanguard 1966—1975 (Milestone, 1996)
- The Sesjun Radio Shows — Unreleased live recordings from 1973 (Out Of The Blue, 2011)
- Live At Art D’Lugoff’s Top Of The Gate — Live recordings 1968 (Resonance, 2012)
- Live '66: The Oslo Concerts (Somethin' Cool, 2016)
- Some Other Time: The Lost Session From The Black Forest — Unreleased live recordings from 1968 (Resonance, 2016)
- Another Time: The Hilversum Concert — Unreleased recording of 1968 (Resonance, 2017)
- On A Monday Evening — Unreleased live recording of 1976 at Madison Union Theater (Fantasy, 2017)
- Evans In England — Unreleased live recording of 1969 (Resonance, 2019)

с Джо Аберкромби
- Structures (Chesky, 2006)

с Уорреном Бернхардом
- Blue Montreux (Arista, 1978)
- Blue Montreux II (Arista, 1979)
- Warren Bernhardt Trio (DMP, 1983)

с Полом Блей
- Barrage (ESP-Disk, 1965)

с Джоан Брэкин
- Prism (Choice, 1978)
- Keyed In (Tappan Zee, 1979)
- Ancient Dynasty (Tappan Zee, 1980)
- Special Identity (Antilles, 1981)
- Breath of Brazil (Concord, 1991)
- Where Legends Dwell (Ken Music, 1992)
- Take a Chance (Concord Picante, 1993)

со Steps Ahead
- Smoking in the Pit (Better Days, 1981)
- Step by Step (Better Days, 1981)
- Paradox (Better Days, 1982)

с Рэнди Брэкером
- Score (Solid State, 1969)

с Биллом Бруфордом и Ральфом Таунером
- If Summer had its Ghosts (Discipline Global Mobile, 1997)

со Steps Ahead
- Steps Ahead (Elektra, 1983)
- Modern Times (Elektra, 1984)

с Джо Чэмберсом
- Isla Verde (Paddle Wheel, 1995)

с Билли Кобэмом
- Drum 'n' Voice — All That Groove (Sony Music, 2001)

с Чик Кориа
- The Leprechaun (Polydor], 1976)
- The Mad Hatter (Polydor, 1978)
- Friends (Polydor, 1978)
- Three Quartets (Warner Bros, 1981)
- The Boston Three Party (Stretch, 2007)
- From Miles (Stretch Records, 2007)
- Further Explorations (Concord, 2012)

с Марком Крамером
- Jazz Fiddler on the Roof (Mythic Jazz, 2002)
- Art of the Heart (Art of Life, 2006)
- Kind of Trio Joe Chambers (Eroica, 2008)
- Boulders and Mountains (Eroica, 2009)
- Art of Music (Strawberry Mansion, 2017)

с Джеком ДеДжонетом
- The DeJohnette Complex (Milestone, 1969)
- New Directions (ECM, 1978)
- New Directions in Europe (ECM Records, 1980)

с Фредди Хаббардом
- Sweet Return (Atlantic, 1983)

с Бобом Джеймсом
- All Around The Town (CBS, 1981)

с Карстеном Далем
- Live at Montmartre (Storyville, 2013)

с Арменом Донеляном
- Stargazer (Atlas Records, 1981)

с Эльяной Элиас
- Illusions (Denon, 1986)
- Cross Currents (Denon, 1987)
- Eliane Elias Plays Jobim (Blue Note, 1990)
- Fantasia (Blue Note, 1992)
- Paulistana (Blue Note, 1993)
- Music from Man of La Mancha (Concord, 2017)

с Питером Эрскин
- Peter Erskine (Contemporary , 1982)

с Артом Фармером
- Yama (CTI, 1979)

с Ли Коницем
- The Lee Konitz Duets (Milestone, 1968)
- Peacemeal (Milestone, 1969)

with Mordy Ferber
- Mr. X (Ozone Music, 1995)
- Being There (CDBY, 2005)

with Jeff Gardner
- Continuum (Terramar, 2007)

with George Garzone
- Alone (NYC Records, 1995)

with Mick Goodrick
- In Pas(s)ing (ECM, 1979)

with Dino Govoni
- Breakin' Out (Whaling City Sound, 2001)

with Bunky Green
- Places We’ve Never Been (Vanguard , 1979)

with David Grisman
- Hot Dawg (A&M/Horizon, 1978)

with Santos Chillemi
- Trinidad (Maracatu, 1991)
- Au Gre Du Temps (Frémeaux & Associés, 2004)

with Tim Hardin
- Tim Hardin 3 Live in Concert (Verve Forecast, 1968)

with Billy Hart
- Rah (Billy Hart album) (Gramavision, 1988)

with Richie Havens
- Something Else Again (Verve Forecast, 1967)

with Terumasa Hino
- Double Rainbow (CBS /Sony, 1981)

with Essra Mohawk, Sandy Hurvitz
- Sandy’s Album Is Here At Last (Verve, 1968)

with Andrei Kondakov
- Fairy Tale In The Rain (Outline Records, 2012)
- Blues For 4 (СПб Собака RU, 2005)

with Ernie Krivda
- The Alchemist (Inner City, 1978)

с Кронос-квартетом
- Music of Bill Evans (Landmark Records, 1986)